# ZNF625
ZNF625 (англ. Zinc finger protein 625) – білок, який кодується однойменним геном, розташованим у людей на короткому плечі 19-ї хромосоми. Довжина поліпептидного ланцюга білка становить 306 амінокислот, а молекулярна маса — 34 746.
| 10         |  | 20         |  | 30         |  | 40         |  | 50         |
| ---------- |  | ---------- |  | ---------- |  | ---------- |  | ---------- |
| MGERLLESKK |  | DHQHGEILTQ |  | VPDDMLKKKT |  | PRVKSCGEVS |  | VGHASLNRHH |
| RADTGHKPYE |  | YQEYGQKPYK |  | CTYCKKAFSD |  | LPYFRTHEWA |  | HTGGKPYDCE |
| ECGKSFISRS |  | SIRRHRIMHS |  | GDGPYKCNFC |  | GKALMCLSLY |  | LIHKRTHTGE |
| KPYECKQCGK |  | AFSHSGSLRI |  | HERTHTGEKP |  | YECSECGKAF |  | HSSTCLHAHK |
| ITHTGEKPYE |  | CKQCGKAFVS |  | FNSVRYHERT |  | HTGEKPYECK |  | QCGKAFRSAS |
| HLRTHGRTHT |  | GEKPYECKQC |  | GKAFGCASSV |  | KIHERTHTGE |  | KPCSSNTSKG |
| QGEKIA     |  |            |  |            |  |            |  |            |

A: Аланін

C: Цистеїн

D: Аспарагінова кислота

E: Глутамінова кислота

F: Фенілаланін

G: Гліцин

H: Гістидин

I: Ізолейцин

K: Лізин

L: Лейцин

M: Метіонін

N: Аспарагін

P: Пролін

Q: Глутамін

R: Аргінін

S: Серин

T: Треонін

V: Валін

W: Триптофан

Кодований геном білок за функцією належить до фосфопротеїнів. 
Задіяний у таких біологічних процесах, як транскрипція, регуляція транскрипції, альтернативний сплайсинг. 
Білок має сайт для зв'язування з іонами металів, іоном цинку, ДНК. 
Локалізований у ядрі.